# Oskar Werner (Philologe)
Oskar Werner (* 20. Dezember 1885; † 21. Juni 1971) war ein deutscher Altphilologe und Sprecherzieher.
Werner war Lehrer für Deutsch und klassische Sprachen an der Schiller-Oberschule in Weimar und Dozent für Sprecherziehung am Deutschen Theater-Institut in Schloss Belvedere bei Weimar, das von 1947 bis 1953 bestand. Er legte teils mehrfach nachgedruckte Übersetzungen des Aischylos und des Euripides, der griechischen Satyrspiele und der Mimiamben des Herodas sowie der Gedichte des Pindar, des Simonides und des Bakchylides vor.

## Übersetzungen (Auswahl)
- Aischylos, Die Perser. Diesterweg, Frankfurt 1940; 3. Auflage 1943.
- Aischylos, Orestie. Griechisch und deutsch. Ernst Heimeran Verlag, München 1948, (online).
- Aischylos, Tragödien und Fragmente. Griechisch und deutsch. Ernst Heimeran Verlag, München 1959;  5. Auflage hrsg. von Bernhard Zimmermann, Artemis und Winkler, Zürich, Düsseldorf 1996.
- Pindar, Siegesgesänge und Fragmente. Griechisch und deutsch. Ernst Heimeran Verlag, München 1967.
- Euripides, Die Bakchen. Reclam, Stuttgart 1968, bibliographisch ergänzte Ausgabe 2013.
- Herodas, Mimiamben. Reclam, Stuttgart 1968.
- Simonides, Bakchylides, Gedichte. Griechisch und deutsch. Ernst Heimeran, München 1969.
- Griechische Satyrspiele. Reclam, Stuttgart 1970.